# Chermizy-Ailles
Chermizy-Ailles is een gemeente in het Franse departement Aisne (regio Hauts-de-France) en telt 90 inwoners (2009). De plaats maakt deel uit van het arrondissement Laon. Het dorpje Ailles bestaat overigens alleen nog in naam; het 138 inwoners tellende gehucht werd tijdens de Eerste Wereldoorlog vernietigd en niet meer herbouwd. Op de restanten van wat kelders na is er niets meer van terug te vinden.

## Geografie
De oppervlakte van Chermizy-Ailles bedraagt 11,3 km², de bevolkingsdichtheid is dus 8 inwoners per km².
De onderstaande kaart toont de ligging van Chermizy-Ailles met de belangrijkste infrastructuur en aangrenzende gemeenten.

## Demografie
Onderstaande figuur toont het verloop van het inwonertal (bron: INSEE-tellingen).
Vanwege een beveiligingsprobleem met de MediaWiki Graph-software is het momenteel niet mogelijk deze grafiek weer te geven. Zodra de software is bijgewerkt zal de grafiek vanzelf weer zichtbaar worden.